# بردگوریهای چال گوری ۴ تا ۱۰
بردگوریهای چال گوری ۴ تا ۱۰ در شهرستان کوهرنگ، بخش بازفت، روستای تلورد واقع شده و این اثر در تاریخ ۲۴ فروردین ۱۳۸۲ با شمارهٔ ثبت ۸۲۱۶ به‌عنوان یکی از آثار ملی ایران به ثبت رسیده است.